# 13 juillet 1957
Le samedi 13 juillet 1957 est le 194e jour de l'année 1957.

## Naissances
- Édouard Launet, journaliste français
- Alexandra Morton, biologiste marine canadienne
- Cameron Crowe, acteur américain
- Catherine Dumas, personnalité politique française
- Dominique Bluzet, homme de théâtre
- Eugène Urbany, cycliste luxembourgeois
- Jean-Michel Cavalli, footballeur et entraîneur français
- Lília Cabral, actrice brésilienne
- Nicolas Bazire, homme d'affaires français
- Pascal Urien, enseignant-chercheur français
- Thierry Boutsen, pilote automobile
- Thubten Ngodup, oracle d'État du Tibet
- Tony Vega, chanteur portoricain
- Vinko Polončič, coureur cycliste et directeur sportif

## Décès
- Anna Norrie (née le 7 février 1860), actrice et chanteuse d'opérette suédoise
- Kurt Vespermann (né le 1er mai 1887), acteur allemand (1887-1957)
- Robert Young (né le 26 janvier 1872), politicien britannique, né 1872

## Événements
- Fin de championnat de Chypre de football 1956-1957
- Début de Championnat du monde féminin de handball 1957